# Ирска на Европском првенству у атлетици у дворани 2019.
Ирска је учествовала на 35. Европском првенству у дворани 2019 који се одржао у Глазгову, Шкотска, од 1. до 3. марта. Ово је 26. Европско првенство у атлетици у дворани од његовог оснивања 1970. године на којем је Ирска учествовала. Репрезентацију Ирске представљало је 15 спортиста (8 мушкараца и 7 жена) који су се такмичили у 9 дисциплина (4 мушке и 5 женских).
На овом првенству Ирска је била 22 по броју освојених медаља са 2 бронзане медаље. У табели успешности према броју и пласману такмичара који су учествовали у финалним такмичењима (првих 8 такмичара) Ирска је са 2 учесника у финалу заузела 19 место са 12 бодова.
| Пл. | Земља | 1. место | 2. место | 3. место | 4. место | 5. место | 6. место | 7. место | 8. место | Бр. фин. Бод. |
| --- | ----- | -------- | -------- | -------- | -------- | -------- | -------- | -------- | -------- | ------------- |
| 19. | Ирска | –        | –        | 2–12     | –        | –        | –        | –        | –        | 2-12          |

## Учесници
| Мушкарци: - Џозеф Ојевуми — 60 м - Томас Бар — 400 м - Силин Грин — 400 м - Марк Инглиш — 800 м - Зак Куран — 800 м - Конал Кирк — 800 м - Шон Тобин — 3.000 м - Џон Траверс — 3.000 м | Жене: - Моли Скот — 60 м - Лорен Рој — 60 м - Фил Хили — 400 м - Софи Бекер — 400 м - Síofra Cléirigh Büttner — 800 м - Кјара Магеан — 1.500 м - Самер Леки — Скок увис |  |

## Освајачи медаља (2)

### Бронза (2)
- Марк Инглиш — 800 м
- Кјара Магеан — 1.500 м

## Резултати

### Мушкарци
| Атлетичар     | Дисциплина | Лични рекорд | Квалификације     | Квалификације     | Полуфинале            | Полуфинале            | Финале                | Финале               | Детаљи |
| Атлетичар     | Дисциплина | Лични рекорд | Резултат          | Место             | Резултат              | Место                 | Резултат              | Место                | Детаљи |
| ------------- | ---------- | ------------ | ----------------- | ----------------- | --------------------- | --------------------- | --------------------- | -------------------- | ------ |
| Џозеф Ојевуми | 60 м       | 6,77         | 6,97              | 6. у гр. 1        | Нису се квалификовали | Нису се квалификовали | Нису се квалификовали | 40 / 44 (45)         |        |
| Томас Бар     | 400 м      | 46,87        | 48,22             | 5. у гр. 4        | Нису се квалификовали | Нису се квалификовали | Нису се квалификовали | 19 / 21 (22)         |        |
| Силин Грин    | 400 м      | 47,19        | Није завршио трку | Није завршио трку | није се квалификовао  | није се квалификовао  | није се квалификовао  | није се квалификовао |        |
| Марк Инглиш   | 800 м      | 1:46,82 НР   | 1:49,38 КВ        | 1. у гр. 3        | 1:50,70 кв1           | 5. у гр. 2            | 1:47,39               |                      |        |
| Зак Куран     | 800 м      | 1:47,73      | 1:49,77           | 5. у гр. 4        | Нису се квалификовали | Нису се квалификовали | Нису се квалификовали | 24 / 33 (34)         |        |
| Конал Кирк    | 800 м      | 1:48,95      | 1:50,50           | 6. у гр. 2        | Нису се квалификовали | Нису се квалификовали | Нису се квалификовали | 29 / 33 (34)         |        |
| Шон Тобин     | 3.000 м    | 7:55,08      | 7:56,27 ЛРС       | 5. у гр. 2        |                       |                       | Нису се квалификовали | 14 / 33 (34)         |        |
| Џон Траверс   | 3.000 м    | 7:55,05      | 8:12,54           | 14. у гр. 1       | 29 / 33 (34)          |                       | Нису се квалификовали |                      |        |

1 Квалификован од стране судија

### Жене
| Атлетичарка             | Дисциплина | Лични рекорд | Квалификације | Квалификације | Полуфинале            | Полуфинале            | Финале                | Финале       | Детаљи |
| Атлетичарка             | Дисциплина | Лични рекорд | Резултат      | Место         | Резултат              | Место                 | Резултат              | Место        | Детаљи |
| ----------------------- | ---------- | ------------ | ------------- | ------------- | --------------------- | --------------------- | --------------------- | ------------ | ------ |
| Моли Скот               | 60 м       | 7.32         | 7,46          | 6. у гр. 6    | нису се квалификовале | нису се квалификовале | нису се квалификовале | 29 / 42 (43) |        |
| Лорен Рој               | 60 м       | 7,31         | 7,62          | 7. у гр. 5    | нису се квалификовале | нису се квалификовале | нису се квалификовале | 40 / 42 (43) |        |
| Фил Хил                 | 400 м      | 52,08        | 53,13 кв      | 3. у гр. 3    | 53,65                 | 3. у гр. 2            | Није се квалификовала | 15 / 37      |        |
| Софи Бекер              | 400 м      | 53,66        | 53,99         | 5. у гр. 2    | нису се квалификовале | нису се квалификовале | нису се квалификовале | 34 / 37      |        |
| Síofra Cléirigh Büttner | 800 м      | 2:02,46 НР   | 2:06,00       | 4. у гр. 3    | нису се квалификовале | нису се квалификовале | нису се квалификовале | 18 / 21      |        |
| Кјара Магеан            | 1.500 м    | 4:06,76 НР   | 4:08,15 кв    | 3. у гр. 2    |                       |                       | 4:09,43               |              |        |
| Самер Леки              | Скок увис  | 1,86         | 1,75          | 13. у гр. А   | није се квалификовала | 26 / 26               |                       |              |        |